# Erioptera (Meterioptera) ensifera
Erioptera (Meterioptera) ensifera is een tweevleugelige uit de familie steltmuggen (Limoniidae). De soort komt voor in het Oriëntaals gebied.